# Saussurea nipponica
Saussurea nipponica là một loài thực vật có hoa trong họ Cúc. Loài này được Miq. miêu tả khoa học đầu tiên.